# Улица Гоголя (Полтава)
Улица Го́голя — одна из улиц Полтавы, находится в Шевченковском районе.
Улица пролегает от улицы Пилипа Орлика до улицы Шевченко. Улицу пересекают улицы Соборности, Небесной Сотни, Пушкина, Гагарина.
Улица была проложена в начале XIX века при строительстве нового центра Полтавы по генеральному проекту 1803—1805 гг. Первоначально называлась Ивановской. Своё современное название улица получила в 1908 году в честь Николая Васильевича Гоголя при подготовке к 100-летию со дня его рождения. Застройка улицы в основном двухэтажные дома конца XIX — начала XX века. В последней четверти XIX века улица была заселена в основном еврейской общиной.
На улице расположены здание областной филармонии (бывшая Хоральная синагога), музыкально-драматический театр имени Гоголя, памятник Николаю Гоголю (установлен в 1934 году), кинотеатр «Колос» (бывший театральный зал дома просвещения имени Н. В. Гоголя), здание архива Полтавской области (бывшая общественная библиотека и земский краеведческий музей).
В 2003 году на фасаде кинотеатра «Колос» на улице Гоголя № 22 была открыта мемориальная доска актёру Владимиру Гайдарову (1893—1976). Доска была установлена в честь 110-летия со дня рождения актёра.